# دوبوفکا، استان ولگوگراد
شهر دوبوفکا، اوبلاست ولگوگراد (به روسی: Дубовка) در کشور روسیه و در اوبلاست ولگوگراد واقع شده‌است.